# Или (река)
 Тази статия е за реката в Китай и Казахстан.  За селото в Англия вижте Или.  
Или (на китайски: 伊犁河; на казахски: Іле; на руски: Или) е голяма река в Централна Азия, протичаща по територията на Западен Китай (Синдзян-уйгурски автономен регион) и югоизточната част на Казахстан (Алматинска област), вливаща се в езерото Балхаш. Дължина от сливането на двете съставящи я реки Текес (лява съставяща) и Кунгес (дясна съставяща) 1001 km, дължина с Текес 1439 km. Площ на водосборния басейн – 140 хил. km².

## Географско описание

### Извор, течение, устие
Река Или се образува от сливането на двете съставящи я реки Текес (лява съставяща) и Кунгес (дясна съставяща), водещи началото си от Северен Тяншан, на територията на Синдзян-уйгурски автономен регион в Западен Китай, на 25 km североизточно от китайския град Токузтара, на 786 m н.в. В горното си течение е типична планинска река, но след устието на най-големия си приток Каш (десен) долината ѝ се разширява и реката се разделя на множество ръкави и острови между тях. Далеч на запад, чак до планината Капчагай в Казахстан Или тече по дъното на широка котловина, като коритото ѝ е с ниски брегове, на места заблатени. След това реката преминава през дълбокото Капчагайско дефиле, където е изградена преградната стена на голямото Капчагайско водохранилище и завива на северозапад, като запазва това направление до устието си. След устието на последния си приток река Курти (ляв) долината ѝ отнова рязко се разширява и тя тече сред пясъците на пустините Саръесик Атърау и Таукум. На 340 km преди устието си надясно от нея се отделя сухата долина Баканас, където в древността е започвала делтата на Или. На 100 km по-надолу започва съвременната делта (площ около 9000 km²) на реката, изпъстрена с множество ръкави, обрасли с камъш. Основните ръкави на делтата са Жидели, Или (плавателния ръкав), Топар. Главния ръкав на делтата се влива в западната част на езерото Балхаш, при село Куйган, на 341 m н.в.

### Притоци
Река Или получава множество притоци, някои от които текат към средното ѝ течение не успяват да достигнат до нея. Основни притоци: леви – Текес, Чимбар, Джагастай, Чарън, Чилик, Исик, Талгар, Каскелен, Курти; десни – Кунгес, Каш, Хоргос, Борохудзир, Коктерек.

### Хидроложки показатели
Река Или има предимно ледниково-снежно подхранване. Средния годишен отток при село Учжарма (на 270 km от устието) е 479 m³/s, при вливането си в езерото Балхаш – 329 m³/s. Средна мътност около 1 kg/m³. Замръзва през декември, а се размразява през март.

## Стопанско значение
Областта около река Или и другите притоци на Балхаш е известна като Жетису или Седморечие. Реката и нейните притоци имат голямо иригационно значение. При Капчагайското дефиле е изградена преградната стена на голямото Капчагайско водохранилище, водите на което основно се използват за напояване. Реката е богата на различни видове риба, а в делтата ѝ се отглежда ондатра. Плавателна е за плиткогазещи съдове от китайския град Кулджа до Капчагайското водохранилище и от него надолу до село Баканас, а след това до устието – само за катери. Край река Или се намира прочутия пеещ пясък в Национален парк Алтън Емел. В областта Тамгалъ-Тас („писаните камъни“) се намира древно будистко светилище. По бреговете на реката са разположени два града Кулджа в Китай и Капчагай в Казахстан.

## Топографска карта
- К-43-Б М 1:500000[2]
- К-44-А М 1:500000[3]
- К-44-Б М 1:500000[4]